# لشکر ۲ تفنگداران دریایی
لشکر ۲ تفنگداران دریایی (انگلیسی: 2nd Marine Division) لشکر پیاده‌نظام تکاوری سپاه تفنگداران دریایی ایالات متحده آمریکا است، که در سال ۱۹۴۶ تأسیس شد.
لشکری ۲ تفنگداران دریایی عنصر رزمی زمینی نیروی دوم تفنگداران دریایی اعزامی را تشکیل می‌دهد. این لشکر در کمپ اصلی سپاه تفنگداران دریایی لژون، کارولینای شمالی مستقر است و ستاد مرکزی آن در جولیان سی. اسمیت هال قرار دارد.
لشکر دوم تفنگداران دریایی در جنگ جهانی دوم شهرت یافت و عملیات‌هایی در گوادالکانال، تاراوا، سایپان، تینیان و اوکیناوا انجام داد که این لشکر را از سایر یگان‌ها متمایز کرد.